# No estás sola, Sara
No estás sola, Sara es un telefilm español cuyo principal argumento es el maltrato a una mujer.

## Argumento
La película basada en hechos reales, relata la historia de Sara, una joven guapa y simpática que es maltratada por Javier, su novio. La TV movie comienza en un centro para mujeres, en el cual, en una sesión de psicología, aparecen más de diez mujeres sentadas contando sus vivencias con la violencia de género. Entonces le toca el turno a Sara, una joven que lleva más de tres años en el centro y que es su último día. Sara comienza a narrar su historia explicando como era: una joven que sólo busca vivir la vida feliz junto a sus amigos y su familia. Pero todo se entorpece cuando aparece Javier en su vida, un joven que al comienzo de su relación era un hombre encantador y que resultó ser un maltratador. En su narración, también incluye detalles de cómo Javier la maltrataba (no le dejaba llevar lo que quería y le pegaba), de cómo fue el juicio contra él y de lo que pasó después.

## Reparto
- Amaia Salamanca como Sara.
- Ricard Sales como Javier.
- Aida Folch como Ely.
- Yolanda Arestegui como Luisa.
- Chusa Barbero como Psicóloga.
- Chema León como David.
- Luz Valdenebro como Marina.
- Denis Gómez como Jorge.

## Audiencia
2.983.000 telespectadores y 15,9 %. Líder en su franja de emisión y oferta televisiva más vista del día.
También fue minuto de oro del día: 22:58 horas / 3.705.000 espectadores y 19,3%.